# Claudi Castelucho Diana
Claudi Castelucho Diana   (Barcelona, 5 de juliol de 1870 - Le Plessis-Robinson, 31 d'octubre de 1927) va ser un escultor, pintor i professor d'art català que va viure a França la major part de la seva vida.
Fou fill del dibuixant Antoni Castelucho i Vendrell, natural de Barcelona, i de Maria Cinta Diana, natural de Tortosa i filla de pares desconeguts, per la qual cosa no duia cognoms.